# Посёлок имени Горького (Дмитров)
Посёлок имени Горького (Горьковский посёлок) — микрорайон частной жилой застройки в южной части города Дмитрова Московской области.
Основан на территории Подлипецкой слободы (сейчас улица Подлипецкая слобода, запад посёлка) и сельскохозяйственных землях колхоза «Заря», располагающегося в селе Подлипичье.

## Расположение
На западе граничит с парком отдыха «Берёзовая роща», на юге — с посёлком Шпилёво, с севера по улице Подъячева граничит с Подлипичьем и II микрорайоном города. На востоке — бывший посёлок завода железобетонных конструкций. Непосредственно примыкает автовокзал и железнодорожный вокзал города.
Рядом с северной оконечностью посёлка, на пересечении улицы Подлипичье и улицы Подъячева находится Подлипический пруд. На юге течёт речка Хамиловка.

## История

### Ранняя история
Именно в районе сегодняшнего посёлка им. Горького и прилегающих улиц находились древнейшие поселения на территории Дмитрова (IV—III тыс. до н. э.), о чём могут свидетельствовать находки орудий труда эпохи неолита на ул. Подлипичье в 2006 году.
Подлипецкая слобода (Нижнее Подлипичье) располагалась на выезде из Дмитрова вдоль Московской дороги.
В 1901 году строительство возле слободы железнодорожной станции «Дмитров».
Возле Подлипецкой слободы располагался городской сад. Сейчас это парк "Берёзовая роща".

Примыкающая площадь вокзала с памятниками и строящейся церковью Георгия Победоносца

### Строительство канала имени Москвы. Горьковский посёлок
10 апреля 1932 года  Президиум ВЦИК постановил «Включить в черту г. Дмитрова, Дмитровского района, селения: Подлипичье, Шпилёво и Подлипичью слободу с их земельными угодиями». Подлипецкий сельсовет при этом был упразднён.
С 1932 по 1937 год строительство канала Москва—Волга. Для этих целей был сформирован Дмитлаг, где работали заключённые.
На сельскохозяйственных землях, примыкающих к Подлипецкой слободе, был построен посёлок. В 1935 году сюда были переселены жители домов, подлежащих сносу при прокладке трассы канала Москва—Волга (десять жилых кварталов, располагавшихся вдоль реки Яхромы). Ранее на месте посёлка располагались колхозные земли, этот факт отражён в названии одной из его улиц — Колхозной.
Новый посёлок, проект разбивки которого подготовил архитектор «Мособлпроекта» Я. И. Малахов, был назван (предположительно в 1936 году) именем часто посещавшего и прославлявшего строительство канала главного пролетарского писателя Максима Горького.
В августе 1934 г. на слёте передовиков строительства канала Волга-Москва А. М. Горький (Пешков) выступил в клубе Дмитлага. В 1933 году его привезли из Медвежьегорска в разобранном виде после окончания строительства Беломоро-Балтийского канала. В клубе проходили праздничные торжества и собрания передовиков ДмитЛага. Потом на его месте построили Дом культуры «ДЭЗ». Сейчас это ДК «Современник» на улице Большевистской.
Дома новообразованного посёлка типологически мало отличались от традиционной дореволюционной застройки, однако декоративно выглядели гораздо беднее из-за утраты декора при перевозке со старых мест. При этом необходимо отметить развитую в планировочном отношении застройку посёлка, который организовывался «как полудачный пригород» со всеми видами инженерного оборудования (кроме канализации) и включал учреждения сферы обслуживания.
Для строительства канала брали песок с холмов, окрестный лес шёл на укрепление берегов канала.
Карьеры находились на территории всего Дмитрова. Ближайший карьер находился на окраине Горьковского и посёлка Шпилёво (сейчас через него проходит Восточная объездная дорога). Ещё бывший карьер сейчас располагается у Дежурной трансформаторной подстанции № 128 Дмитровского участка «Электрические сети канала имени Москвы» на Восточной объездной дороге (ворота которой украшены красными якорями). Ещё 2 карьера г. Дмитрова — на современной улице Пушкина: один на месте современной АТС, другой за бывшим центральным узлом связи (ул. Пушкинская, д. 77). Склоны карьеров были укреплены посадками сосен.

### Дмитровская трикотажная (перчаточная) фабрика

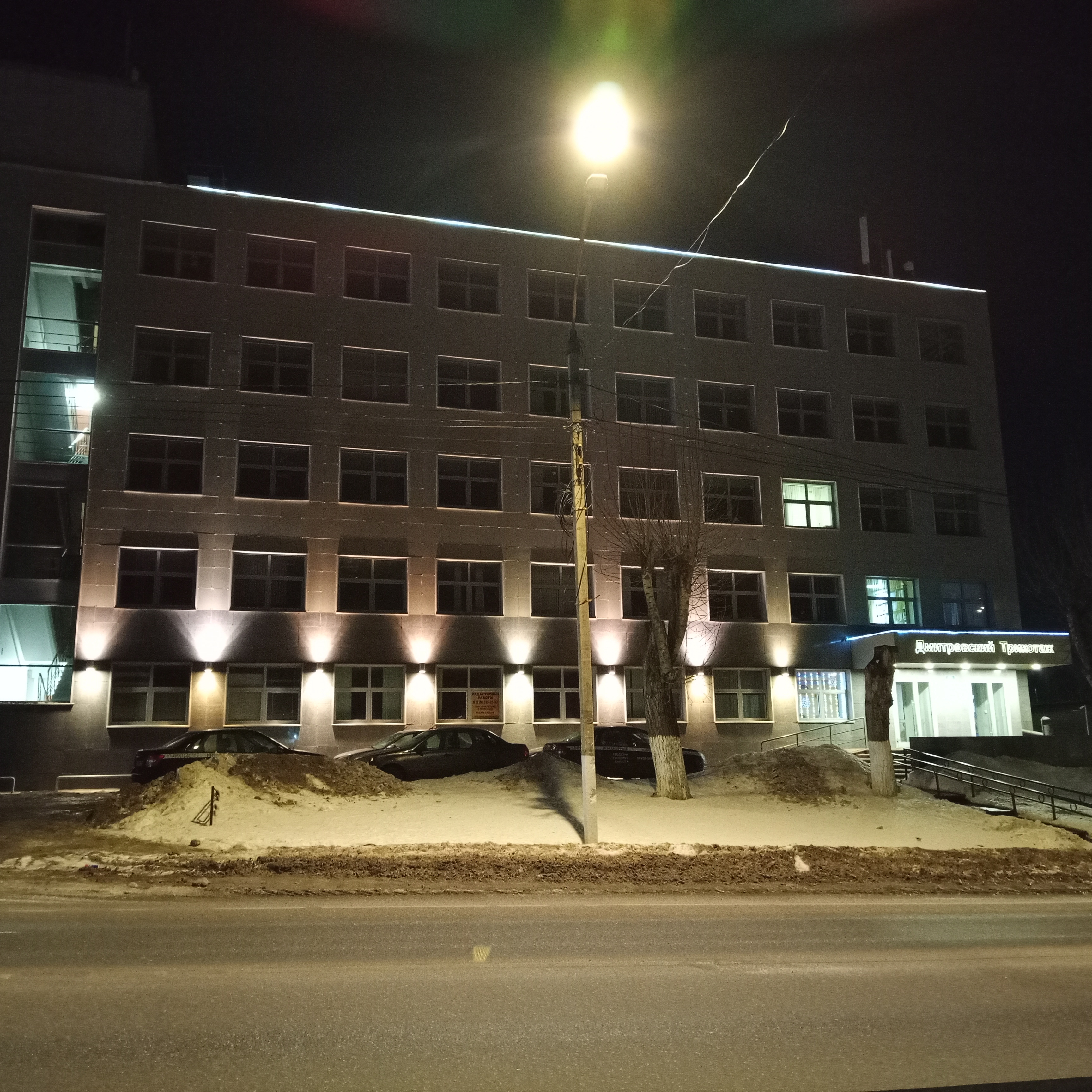
Административное здание Дмитровской трикотажной (перчаточной) фабрики

В октябре 1934 года формируется трикотажная фабрика.
В 1941 году фабрика эвакуируется в город Советск Кировской области. Уже в 1942 году — возвращение, восстановление производства. Из призванных на фронт 42 человека погибли. 
В 1959 году переименована в Дмитровскую перчаточную фабрику. В 1973 и 1975 году к ней присоединяют Клинскую и Бронницкую фабрики, образовав Дмитровское производственное трикотажно-перчаточное объединение. С 1991 года — АОЗТ «Дмитровский трикотаж».
В 1950-х годах строительство двухэтажных кирпичных многоквартирных домов для работников фабрики по улице Московской (снесены в 2010-х годах).
В 1950-е годы расширение частного сектора до посёлка завода железобетонных конструкций, т. к. для работников предприятий требовался жилой фонд.
Строительство на территории бывшей Подлипецкой слободы школы № 7, для жителей Горьковского посёлка и ближайшего посёлка Шпилёво.
Строительство кирпичных 9-тиэтажных домов у Московской улицы (напротив вокзала) с котельной.
Новейшая история
В 2000-х годах — строительство 3-х пятиэтажных домов на улице Подлипецкая слобода.
В 2010-х годах — снос двух- и одноэтажных домов у Московской улицы — застройка многоэтажными домами с захватом участка парка «Берёзовая роща».
В 2015-м году — начало строительства в привокзальном сквере церкви Георгия Победоносца.

## Достопримечательности
- Парк «Берёзовая роща»

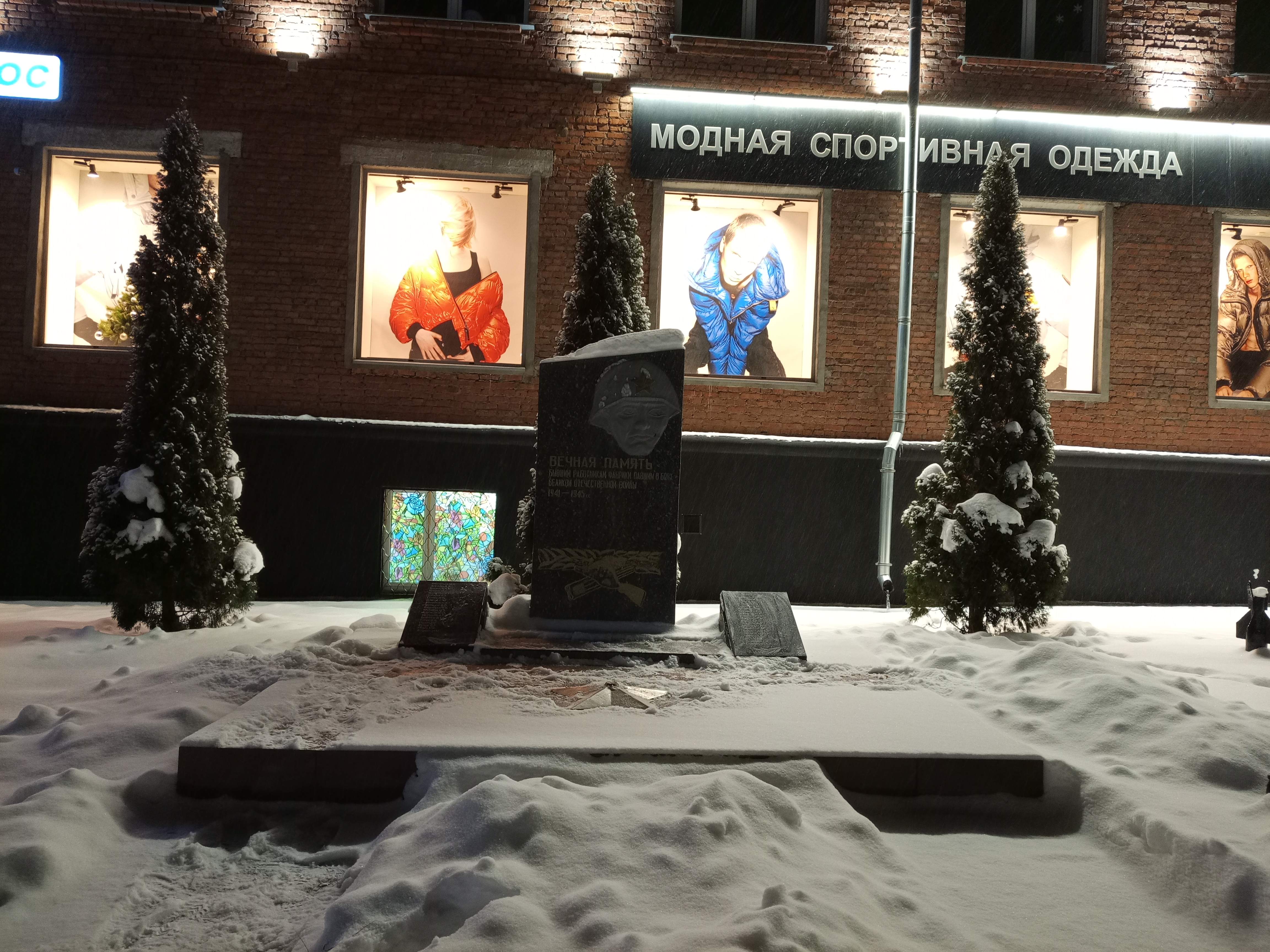
Памятник погибшим работникам Дмитровской трикотажной (перчаточной) фабрики в годы ВОВ

- Обелиск работникам перчаточной фабрики, погибшим во Второй Мировой войне

## Спорт
На территории посёлка им. Горького базируется баскетбольный клуб «Горьковский посёлок» — одна из сильнейших баскетбольных (стритбол) команд Дмитровского района, чемпион района по стритболу среди мужских команд 2007 года, многократный призёр различных районных соревнований по стритболу.

## Улицы посёлка имени Горького[9]
- Волгостроевская
- Горная
- Горького
- Калинина
- Колхозная
- Метростроевская
- Парковая
- Подлипецкая слобода
- Подъячева
- Центральная

## Учреждения и организации
- Дмитровская перчаточная фабрика
- Дмитровский государственный региональный учебный центр (ул. Горького, д.17а)
- Центр по изучению языков (ул. Горького, д.17)
- Дмитровская средняя общеобразовательная школа № 7 (ул. Волгостроевская, д.2а)
- Школа-интернат «Дмитровская» (ул. Волгостроевская, д.4а)
- Клиника "Доверие" (ул. Подлипецкая слобода, д.36)
- Детский сад № 21 «Малышок» (пер. Метростроевский, д.18)